# Microsteira macrophylla
Microsteira macrophylla är en tvåhjärtbladig växtart som beskrevs av Arenes. Microsteira macrophylla ingår i släktet Microsteira och familjen Malpighiaceae. Inga underarter finns listade i Catalogue of Life.